# Savage Messiah (film)
Savage Messiah is een Britse biopic van Ken Russell die werd uitgebracht in 1972. 
Het scenario is gebaseerd op het gelijknamige boek (1931) van H.S. Ede, conservator van de Tate Gallery (Tate Britain) en vriend van Gaudier-Brzeska.

## Verhaal
Parijs, 1910. De jonge Franse kunstenaar in spe Henri Gaudier en de twintig jaar oudere onbekende Poolse schrijfster Sophie Brzeska ontmoeten elkaar in de leeszaal van de bibliotheek Sainte-Geneviève. Vol bravoure verjaagt Brzeska iemand van haar vaste plaats en komt zo te zitten naast Gaudier. Die zegt haar dat hij eenzaam is en vraagt haar of ze dat ook is waarop ze bevestigend antwoordt. Wat later verlaten ze samen de bibliotheek.
Ze gaan een hevige stormachtige liefdesrelatie aan. Sophie is een heel ambitieuze vrouw die een belangrijk schrijfster wil worden. Ze oefent een grote invloed uit op Henri's ontluikende beeldhouwkunst. Alhoewel ze erg temperamentvol is wil ze hun relatie platonisch houden. Henri dringt aan op een meer fysische relatie en vraagt haar herhaaldelijk ten huwelijk. 
In 1911 besluiten ze naar Londen te verhuizen waar ze als broer en zus door het leven gaan. Henri gaat helemaal op in zijn kunst maar aanvankelijk hebben ze het niet breed... tot Henri's ster begint te rijzen in de kunstwereld. Sophie blijft echter doof voor zijn nood aan lichamelijke passie en begeerte.
Wanneer een tentoonstelling zijn authentiek talent bevestigt neemt hij in 1914 dienst in het leger. Het jaar daarop sneuvelt hij op 23-jarige leeftijd.

## Rolverdeling
| Acteur          | Personage             |
| --------------- | --------------------- |
| Dorothy Tutin   | Sophie Brzeska        |
| Scott Anthony   | Henri Gaudier-Brzeska |
| Helen Mirren    | Gosh Boyle            |
| Lindsay Kemp    | Angus Corky           |
| Michael Gough   | meneer Gaudier        |
| John Justin     | Lionel Shaw           |
| Aubrey Richards | de burgemeester       |
| Peter Vaughan   | de museumintendant    |
| Ben Aris        | Thomas Buff           |